# 北影雄幸
北影雄幸（きたかげ ゆうこう、1949年 - ）は、日本の文筆家。

## 来歴
東京都生まれ。早稲田大学卒業。若いころから短歌を詠む。
1990年以降、武士道と軍人精神の究明に傾倒。
2007年『実録・風林火山―『甲陽軍鑑』の正しい読み方』で日本文芸大賞・歴史文芸賞を受賞。

## 著書
- 『今だから知っておきたい戦争の本70』光人社　1999　「これだけは読んでおきたい戦争の本」文庫
- 『武士道の真髄 司馬遼太郎の世界 幕末維新編』白亜書房　1999
- 『義烈!忠臣蔵武士道 赤穂義士録』白亜書房　2000　武士道シリーズ
- 『忠烈!南朝武士道 南朝忠臣蔵』白亜書房　2000　武士道シリーズ
- 『武士道に殉ず 山本周五郎の世界. 士道編・婦道編』白亜書房　2000
- 『決闘者武蔵』光人社　2002
- 『命を生きる!藤沢周平の世界』大村書店　2003
- 『司馬遼太郎作品の武士道』光人社　2004
- 『山本周五郎作品の女性たち』光人社　2004
- 『坂の上の雲』の正しい読み方』光人社　2005
- 『司馬史観がわかる本 決定版 源平・戦国史観編』白亜書房　2005
- 『司馬史観がわかる本 決定版 幕末史観編』白亜書房　2005
- 『司馬史観がわかる本 決定版 明治史観編』白亜書房　2005
- 『特攻の本 これだけは読んでおきたい』光人社　2005
- 『功名が辻』の正しい読み方』光人社　2006
- 『司馬遼太郎作品の女性たち』文芸企画 2006
- 『日本人の品格』光人社　2006
- 『日本人の勇気』光人社　2006
- 『三島由紀夫と『葉隠』』彩雲出版 2006
- 『三島由紀夫と葉隠武士道』白亜書房　2006
- 『命のことば 特攻隊語録』光人社　2007
- 『実録・風林火山 「甲陽軍鑑」の正しい読み方』光人社　2007
- 『「無念の涙」BC級戦犯の遺言』光人社　2008
- 『龍馬伝説』桜の花出版 2009
- 『心に沁みる幕末志士のつぶやき 音読』2010　ワニブックス〈plus〉新書
- 『六大学学徒出陣の特攻』勉誠出版　2011
- 『BC級戦犯の真実』勉誠出版　2011
- 『外国人が見たカミカゼ』勉誠出版　2011
- 『戦国武将の美学』勉誠出版　2011
- 『大丈夫(だいじょうふ)の美学』勉誠出版　2011
- 『特攻十冊の名著』勉誠出版　2011
- 『特攻隊員語録 祖国に殉じた若者たちの真情』光人社　2011
- 『武家女性の美学』勉誠出版　2011
- 『武士道の美学』勉誠出版　2011
- 『予科練特攻隊員の遺書』勉誠出版　2011
- 『教師のための武士道入門』勉誠出版　2012
- 『桜と特攻』勉誠出版　2012
- 『桜と武士道』勉誠出版　2012
- 『サムライアスリート魂 葉隠に学ぶ心技体 指導者必見!』勉誠出版　2012
- 『戦国十冊の名著』勉誠出版　2012
- 『幕末十冊の名著』勉誠出版　2012
- 『三島由紀夫の切腹 よみがえる葉隠精神』勉誠出版　2018

## 編著
- 『おもいやり <第1回>親と子のほのぼのエピソード大賞・入賞作品集』編・著　白亜書房　2001
- 『知られざる「勇気」 <第1回>日本人の勇気大賞・入賞作品集』編・著　白亜書房　2001
- 『日本大好き!』編・著　白亜書房　2001　日本大好き大賞・入賞作品集 第1回